# Шеризье, Джимми
Джимми Шеризье (фр. Jimmy Chérizier; род. 30 марта 1977, Дельмас, Западный департамент) — главарь гаитянской бандитской группировки «Семья и союзники G9», бывший полицейский, контролирует более дюжины гаитянских банд и базируется в Порт-о-Пренсе. В настоящее время считается одним из самых влиятельных лидеров банд на Гаити. Подозревается в организации многочисленных массовых убийств в районе Порт-о-Пренса.

## Ранний период жизни и карьера
Родился в Дельмасе (Западный департамент Гаити), который расположен в округе Порт-о-Пренс. Был одним из восьми детей в семье, отец умер, когда ему было пять лет.
Являлся сотрудником Гаитянской национальной полиции, служил в специальном подразделении по поддержанию порядка. Во время службы стал лидером банды в Дельмасе, совершив несколько массовых убийств. Как утверждается, в 2018 году ещё будучи полицейским, он устроил резню в Порт-о-Пренсе, в результате которой погиб по меньшей мере 71 человек и было сожжено более 400 домов. Его также обвиняют в причастности к резне в Гранд-Равайне в 2017 году, в результате которой погибли по меньшей мере девять человек и резне в Бель-Эйре в 2019 году. В декабре 2018 года был уволен из Национальной полиции Гаити.

## Лидер «Семьи и союзников G9»
Является лидером бандформирования «Семьи и союзников G9». Первоначально бандформирование состояло из девяти банд, но в настоящее время насчитывает более дюжины. Он называет себя лидером «вооружённой революции». О формировании «Семьи и союзников G9» было им официально объявлено в видеоролике на YouTube 10 июня 2020 года, вскоре после массового убийства в Порт-о-Пренсе в мае 2020 года. «Семья и союзники G9» считается одной из примерно 95 банд, которые борются за господство в Порт-о-Пренсе. Штаб-квартира расположена в коммуне Дельмас, но по состоянию на июль 2021 года банда контролировала также Мартиссан, Виллаж-де-Дьё, Гранд-Равин, Бель-Эр, Сите-Солей, Форт-Диманш и многие другие районы Порт-о-Пренса. «Семья и союзники G9» контролирует центр Порт-о-Пренса, а также северные и южные районы города.
12 мая 2021 года был ранен во время перестрелки с конкурирующей бандой. В организации «Врачи без границ» в Мартиссане опровергли слухи о том, что он получал медицинскую помощь у них.

### Массовые убийства
«Семья и союзники G9» предположительно несёт ответственность за многочисленные массовые убийства мирного населения на Гаити, в том числе резню 24-27 мая 2020 года в различных районах Порт-о-Пренса, в результате которой погибло от 6 до 34 человек; резню в августе-сентябре 2020 года, в результате которой погибло 22 человека, а также резню в апреле 2021 года, произошедшую в результате попытки захвата Бель-Эйре в Порт-о-Пренсе. Национальная сеть защиты прав человека (RNDDH), правозащитная группа, базирующаяся на Гаити, сообщила о резне в Бель-Эйре в 2020—2021 годах, совершённой «Семьёй и союзниками G9», в результате которой был застрелен 81 человек (36 человек с августа по декабрь 2020 года и 45 человек с марта по май 2021 года), а также 18 человек пропали без вести; затем резня в Сите-Солей с января по май 2021 года в результате которой 44 человека были застрелены, а семеро пропали без вести. Правозащитные группы и жертвы описывают тактику «Семьи и союзников G9» как случайные убийства мирных жителей, систематические изнасилования, грабежи и поджоги деревень, похищения людей и расчленение.

### Связи с президентом Жовенелем Моизом
«Семья и союзники G9» одно время считалась тесно связанной с президентом Жовенелем Моизом, так как их не преследовала полиция в обмен на обеспечение мира на улицах. При расследовании резни в Бель-Эйре в 2020—2021 годах и резни в Сите-Солей в 2021 году RNDDH сообщил, что сотрудники Гаитянской национальной полиции не пресекали массовые убийства, так как не получали приказов от начальства, и не брали показания у свидетелей, а судебные органы заявляли, что не получали жалоб от родственников жертв резни. RNDDH также заявил, что получил сообщения о том, что для проведения массовых убийств использовалась полицейская техника. Некоторые гаитяне утверждают, что ответственность за массовые убийства несёт президент Жовенель Моиз, использовавший банду Джимми Шеризье для подавления антиправительственных диссидентов.
За несколько недель до убийства Жовенеля Моиза Организация Объединённых Наций охарактеризовала насилие со стороны банд как достигшее «беспрецедентного уровня», что вызвало массовый исход нескольких тысяч людей из Порт-о-Пренса. 23 июня 2021 года он сделал заявление, что банда «Семья и союзники G9» возглавит вооружённую революцию против деловой и политической элиты Гаити, и охарактеризовал банду как заполнившую пустоту, образовавшуюся вследствие слабости правительства, и силу, способную избавить Гаити от оппозиции, правительства и буржуазии. Он публично потребовал отставки Жовенеля Моиза с должности за неделю до его убийства, призвав к «национальному диалогу» для нового пути страны. После убийства Жовенеля Моиза Джимми Шеризье публично выразил соболезнования, возглавил толпу из более чем 1000 демонстрантов, призывавших наказать преступников.

### Война банд
Начиная с июля 2022 года «Семья и союзники G9» вступила в войну с конкурирующей бандой G-Pèp за контроль над Сите-Солей в Порт-о-Пренсе. В 2022 году в результате этой войны банд погибло 89 человек.

### Блокада топливного терминала
12 сентября 2022 года, во время нехватки топлива в результате кризисной обстановки, «Семья и союзники G9» захватила контроль над топливным терминалом «Варре», главным бензиновым терминалом в Порт-о-Пренсе и одним из главных топливных терминалов Гаити. «Семья и союзники G9» заблокировала доступ к терминалу, прекратив поставки примерно 10 миллионов галлонов дизельного топлива и бензина и более 800 000 галлонов керосина для остальной части страны. Блокада привела к закрытию автозаправочных станций и школ, сокращению времени работы больниц из-за ограниченного энергоснабжения, а банки и продуктовые магазины стали работать по сокращённому графику.
Джимми Шеризье потребовал отставки президента и премьер-министра Ариэля Анри в качестве условия прекращения блокады. Однако после того, как Ариэль Анри запросил иностранную военную помощь для прекращения блокады, он изменил свои условия на амнистию для себя и для других членов «Семьи и союзников G9». В интервью Жан Ребель Дорсенат из Национальной комиссии по разоружению, демобилизации и реинтеграции (CNDDR) при правительстве Гаити сказал, что «Семья и союзники G9» также требует правительственных должностей в кабинете Ариэля Анри. После переговоров с Ариэлем Анри «Семья и союзники G9» в ноябре 2022 года сняла блокаду.

### Штурмы тюрем
В марте 2024 года Джимми Шеризье взял на себя ответственность за организацию беспорядков, в результате которых из двух крупнейших тюрем Гаити сбежало более 3000 опасных преступников и погибло около десятка человек. Франсиско Урибе, один из немногих заключённых, которые решили не выходить из тюрьмы, заявил в видео, опубликованном в социальных сетях, что бандиты без разбора убивали людей внутри камер. За нападениями на тюрьмы последовал штурм международного аэропорта имени Туссен-Лувертюра в Порт-о-Пренсе, который был отбит полицией и военными. Он заявил, что целью было захватить начальника полиции Гаити и министров правительства, а также не допустить возвращения премьер-министра Ариэля Анри в страну.
Ассошиэйтед Пресс сообщило, что «Семья и союзники G9» и связанные с ней банды контролируют около 80 % столицы и проводят скоординированные атаки в том числе и на Центральный банк страны. Чрезвычайное положение в государстве было объявлено 3 марта 2024 года.

## Санкции
10 декабря 2020 года Министерство финансов США ввело санкции против Джимми Шеризье и двух высокопоставленных правительственных чиновников Гаити, которые предположительно предоставили бандитам полицейское оборудование, оружие и транспортные средства для массовых убийств гаитянского народа.
21 октября 2022 года Совет Безопасности ООН единогласно ввёл первые за пять лет санкции в отношении Гаити (резолюция 2653), установив годовой запрет на поездки, замораживание активов и эмбарго на поставки оружия для Джимми Шеризье и другим физическим или юридическим лицам Гаити, которых перечислил санкционный комитет Совета Безопасности.

## Прозвище «Барбекю»
Джимми Шеризье отрицает, что его прозвище «Барбекю» возникло из-за того, что он поджигал людей. Вместо этого заявил, что его так прозвали из-за того, что его мать торговала жареной курицей.